# 기라이치촌
기라이치촌(喜良市村)은 아오모리현 기타쓰가루군에 설치되었던 촌이다.

## 연혁
- 1889년 4월 1일 - 정촌제 시행에 의해 기타쓰가루군 기라시촌이 촌제를 시행해, 기라시촌이 발족하였다.
- 1955년 3월 1일 - 기타쓰가루군 가나기정과 가세촌 일부를 합병하여 가나기정이 신설하여 소멸하였다.